# Velvet - Il prezzo dell'amore
Velvet - Il prezzo dell'amore (Some Velvet Morning) è un film del 2013 scritto e diretto da Neil LaBute, con protagonisti Alice Eve e Stanley Tucci.

## Trama
Dopo quattro anni che non si vedevano, Fred arriva sulla soglia di casa della sua bella amante Velvet portando con sé una valigia, sostenendo di aver lasciato la moglie. Velvet non ci sta a ricominciare tutto daccapo, e sulle prime respinge Fred. Ma ben presto, i ricordi di un passato difficile da dimenticare e di una intensa relazione cominciano a farsi strada nella sua mente, trasformando l'iniziale repulsione nei confronti del partner in una vera e propria ossessione.

## Produzione
Le riprese sono state effettuate a New York, nel quartiere di Brooklyn.

## Distribuzione
Il primo trailer del film viene diffuso online il 13 novembre 2013.
La pellicola è stata presentata al TriBeCa film festival il 21 aprile 2013, successivamente viene presentata anche all'American Film Festival ed al Festival del cinema di Stoccolma.
Il film è stato distribuito direttamente su internet a partire dal 10 dicembre 2013 e nelle sale cinematografiche statunitensi in numero limitato di copie dal 13 dicembre. In Italia arriva direct to video il 29 ottobre 2014.